# Niedary (Petite-Pologne)
Pour les articles homonymes, voir Niedary.
Niedary est une localité polonaise de la gmina de Drwinia, située dans le powiat de Bochnia en voïvodie de Petite-Pologne.